# Hot Pink
Hot Pink é o segundo álbum de estúdio da cantora e rapper estadunidense Doja Cat, lançado em 7 de novembro de 2019, através da Kemosabe Records e RCA Records. Foi escrito por Doja Cat ao lado de outros compositores e produtores, com produção de Yeti Beats e Dr. Luke (sob o pseudónimo de Tyson Trax). Diferente do estilo de seu álbum de estreia Amala (2018), Hot Pink é um disco pop e R&B contendo elementos de funk, hip hop e soul. Contém colaborações com Smino, Tyga e Gucci Mane.
O álbum recebeu críticas geralmente favoráveis de críticos de música, que elogiaram Hot Pink por sua versatilidade e incorporação de vários gêneros musicais. Hot Pink ficou famoso por sua longevidade e capacidade de produzir singles muito depois de seu lançamento, gerando sete singles de um total de 12 faixas entre 2019 e 2021. Em 2020, "Say So" se tornou o primeiro single número um de Doja Cat na Billboard Hot 100, depois de sair um remix do tema com a participação da rapper Nicki Minaj. No início de 2021, "Streets" se tornou um sleeper hit e entrou no top 20 da Hot 100 e do UK Singles Chart, bem como no top dez da Billboard Global 200.
Em maio de 2020, Hot Pink alcançou o número nove na Billboard 200 dos EUA, tornando-se a primeira entrada de Doja no top 10 da parada. Recebeu certificado de ouro nos Estados Unidos pela Recording Industry Association of America (RIAA). Também alcançou o top 40 de outros 12 países, incluindo Reino Unido, Austrália, Canadá, Irlanda, Nova Zelândia, Suécia e Noruega. Foi nomeado para Álbum de Soul/R&B Favorito no American Music Awards de 2020 e Melhor Álbum de R&B no Billboard Music Awards de 2021.

## Antecedentes e concepção
Doja Cat se tornou uma "estrela do meme" da internet em agosto de 2018 com o single "Mooo!". O consequente ressurgimento de canções de seu catálogo existente e do seu álbum de estreia Amala (2018) rendeu a Doja Cat suas duas primeiras entradas na Billboard Hot 100, ou seja, uma versão remix de "Juicy" com Tyga de 2019, bem como a canção "Candy". Com essas canções, muitos logo começaram a levá-la a sério como musicista, e mais tarde ela disse ao Los Angeles Times que queria Hot Pink para reforçar este tratamento e ganhar mais respeito como rapper. Em março de 2019, Amala foi relançando em uma versão deluxe incluindo a versão solo de "Juicy", bem como "Mooo!" e "Tia Tamera". Nos dois meses seguintes, Doja Cat revelou que estava terminando seu próximo álbum, bem como uma turnê de nove meses pela América do Norte, Canadá e Europa, afirmando que ela "nunca tinha ficado tão animada com um álbum em [sua] vida". Em julho de 2019, Doja Cat revelou pela primeira vez o título do álbum e começou a compartilhar pequenos detalhes sobre ele em uma série de entrevistas a partir de então. Uma semana antes do lançamento oficial do álbum, Doja Cat deu a primeira dica sobre o lançamento de novas canções via Instagram. Em 2 de novembro de 2019, ela anunciou oficialmente o Hot Pink em suas redes sociais. Com isso, ela também revelou sua lista de faixas e capa.
Doja Cat frequentemente expressou desdém por seu primeiro álbum de estúdio Amala, afirmando que ela acredita que não é um "álbum finalizado" e que não a representa inteiramente como artista. Ela também revelou que festejar constantemente e ficar doidona de maconha durante a gravação não a ajudou a "perceber o que estava acontecendo musicalmente". No entanto, durante a gravação de Hot Pink, Doja Cat parou de fumar maconha e consequentemente descobriu que suas composições melhoraram significativamente. Ela também descobriu que se sentia "mais concisa, clara e equilibrada". Em uma entrevista ao Paper, ela se referiu ao Hot Pink como um firme recomeço de sua carreira e a representação mais "refinada e cinzelada" de si mesma. Sua visão de mundo de fantasia escapista é refletida com a música por seu estilo de produção otimista. O álbum foi inspirado por algumas mudanças drásticas no estilo de vida, e vê Doja Cat finalmente "ganhando vida" e abraçando seus pontos fortes como artista. Sobre o conceito do disco, ela disse:
Chamei o álbum de Hot Pink porque queria que as pessoas sentissem que antes de entrar na música elas se sentissem apaixonadas, calorosas e acolhidas. Eu acho que a cor rosa profunda descreve mais essas coisas, é a minha cor favorita, e tem sido assim ao longo da minha vida, então, no meu segundo projeto, onde me encontrei e sou mais refinada, senti que esse título era a melhor escolha.

## Composição
Hot Pink é um disco pop, hip hop, R&B, funk, rap-disco, electropop, pop punk e emo rap, conhecido por sua versatilidade, fluidez de gênero e lirismo peculiar. Conforme demonstrado por um uso abundante de duplo sentido e declarações, além de referências frequentes à cultura pop, o álbum foi descrito como um encapsulamento inteligente, irreverente e transgressivo de suas habilidades. Complex observou que "oferece tudo o que os fãs amam em Doja Cat: batidas cativantes, mensagens de sexo positivo e uma boa dose de humor". Sobre suas influências e variedade de gêneros, Doja Cat disse “Sim, este álbum é muito mais influenciado pela África. Posso samplear o Blink-182, mas coloco um sample vocal africano lá. A música toda parece que você está em uma floresta tropical”.
O álbum abre com "Cyber Sex", no qual Doja Cat expressa seu desejo de se envolver no encontro sexual virtual titular. É sucedida pela canção de influência africana "Won't Bite" com Smino, que contém sample de "My Angel (Malaika)" de Miriam Makeba e Harry Belafonte. Segue-se uma canção totalmente rap em "Rules", que Nerisha Penrose da Elle descobriu ser influenciada por Kendrick Lamar, com Doja Cat fazendo afirmações como "Disse brinque com minha buceta, mas não brinque com minhas emoções". A quarta faixa, "Bottom Bitch", contém samples de "What's My Age Again?" por Blink-182 de 1999 e foi notado por ter assumido uma abordagem mais punk do pop, ao mesmo tempo que foi inspirado pelo punk rock californiano. Na quinta faixa, "Say So", Doja Cat dá um aceno para os anos 1970, como ela "perfeitamente alterna entre vocais flutuantes e fluxos habilmente contidos em uma batida inspirada no disco". É seguida por "Like That", com a participação do rapper Gucci Mane, um R&B animado de hip hop.
Doja Cat descreveu a sétima faixa, "Talk Dirty", como "angelical" e "celestial". É seguido pela canção com influência de house e disco "Addiction", influenciada pela discoteca, que apresenta "sintetizadores pesados", e "R&B inspirado nos anos 90". "Streets", a nona faixa do álbum, foi descrita como uma balada melancólica de R&B, que vê Doja Cat "em sua forma mais séria". Esta faixa é seguida por "Shine", que foi elogiada por seu uso exclusivo do Auto-Tune e sua "mistura encantadora de rap e Cantiga de ninar com fôlego". "Better Than Me", a décima primeira faixa, ficou conhecida por "misturar emo-rap com um croon de diva pop sensual". O álbum fecha com "Juicy (Remix)" que contém participação do rapper Tyga e ostenta uma "melodia divertida, brincalhona e diabolicamente flertante".

## Promoção

### Singles
Com o tempo, Hot Pink tornou-se conhecido por sua longevidade e capacidade de produzir singles muito depois de seu lançamento, gerando sete singles e videoclipes de acompanhamento de um total de doze faixas incluídas no álbum. Uma versão remix do single "Juicy" com Tyga serviu como o primeiro single de Hot Pink depois de ser lançado em 15 de agosto de 2019, juntamente com um videoclipe. A versão solo da canção foi lançada anteriormente como uma faixa na edição deluxe de Amala. Dirigido por Jack Begert, o videoclipe do remix mostra Doja Cat vestida com vários trajes inspirados em comida, como uma melancia fatiada, um sundae de cereja e uma jarra de limonada. O remix estreou no número 83 na Billboard Hot 100 dos EUA, tornando-se a primeira entrada da carreira de Doja Cat na parada. Após o lançamento do álbum em novembro de 2019, ela voltou a parada no número 67. A canção mais tarde atingiu um novo pico de número 41 em fevereiro de 2020, também chegando ao número 2 na parada Rhythmic.
O segundo single de Hot Pink, intitulado "Bottom Bitch", foi lançado em 3 de outubro de 2019. Seu lançamento coincidiu com o videoclipe que o acompanhava, que ostentava uma estética "girl power, [...] pop punk dos primeiros anos" e apresentava uma variedade de "jovens adolescentes", incluindo skate, vandalismo e pegadinhas com oficiais da polícia. Coincidindo com o anúncio oficial do álbum nas redes sociais, o terceiro single do álbum, "Rules", foi lançado em 24 de outubro de 2019, juntamente com um videoclipe no qual Doja Cat interpreta um chefe da máfia reptiliana. O single alcançou o número 19 na parada Bubbling Under Hot 100. O quarto single, "Cyber Sex", foi lançado em 7 de novembro de 2019, no mesmo dia de Hot Pink. "Cyber Sex" recebeu certificado ouro pela Recording Industry Association of America em 2020.
Depois de aparecer originalmente como uma faixa de Hot Pink, "Say So" se tornou um sleeper hit depois de ganhar popularidade na plataforma de vídeo TikTok, onde uma dança criada pela usuária Haley Sharpe se tornou viral. Inicialmente entrando na Billboard Hot 100 no número 96 sem promoção de gravadora ou rádio, começou a subir nas paradas depois de ser enviada para rádios mainstream dos EUA e servido como o quinto single do álbum. Foi seguido por um videoclipe em 27 de fevereiro de 2020, que apresenta aparições de Sharpe ao lado da estrela do TikTok Dontè Colley. "Say So" marcou a primeira canção de Doja Cat a alcançar o top 20, e mais tarde o top 10 da Hot 100 dos EUA, com a versão original solo alcançando o número cinco. Após o lançamento do remix com a rapper Nicki Minaj, lançado em 1 de maio de 2020, "Say So" alcançou o número um na Hot 100, tornando-se o primeiro single número um de Doja Cat e Minaj. A canção também alcançou o top 10 em 28 outros países, incluindo o Reino Unido, Canadá, Austrália, e Nova Zelândia.
"Like That", com Gucci Mane, serviu como o sexto single do álbum no início de maio de 2020. A canção foi veiculada a rádios rhythmic, mainstream e urbanas ao longo de maio de 2020. Um videoclipe correspondente foi lançado em 25 de junho de 2020 e foi descrito como "sonhador" e "intergaláctico", além de ser notado para canalizar Sailor Moon. Depois de aparecer originalmente como uma faixa do álbum, "Streets" se tornou um sleeper hit no início de 2021, depois de ganhar popularidade no TikTok, onde a #SilhouetteChallenge correspondente se tornou viral. A canção serviu como o sétimo single de Hot Pink depois de impactar as rádios mainstream nos Estados Unidos em fevereiro. Um videoclipe correspondente dirigido por Christian Breslauer foi lançado no início de março de 2021, estrelado pelo ator norte-americano Kofi Siriboe como motorista de táxi e Doja Cat como manequim de vitrine, além de uma mulher imprudente e sedutora parecida com o Homem-Aranha.

### Turnê e apresentações ao vivo
Doja Cat anunciou uma turnê pela América do Norte e Europa em apoio ao álbum, intitulada Hot Pink Tour, com o apoio das rappers Ashnikko e BigKlit. Os ingressos para esta turnê esgotaram em dez minutos, mas foi adiada e depois cancelada devido à pandemia de COVID-19.
Doja Cat cantou "Juicy" no Late Night with Seth Meyers com Tyga em 12 de novembro de 2019. No 37º AVN Awards no final de janeiro de 2020, ela cantou as canções "Cyber Sex" e "Juicy". No início de dezembro de 2020, ela cantou "Rules" para o segmento ENERGY do Boiler Room em Londres, Inglaterra. Doja Cat cantou "Say So" pela primeira vez no The Tonight Show Starring Jimmy Fallon em fevereiro de 2020. No início de março de 2020, ela cantou "Streets" para a campanha Lift 2020 da Vevo, com um escritor chamando-a de "último passo em direção à dominação mundial" de Doja Cat. Em uma nova campanha de artistas organizada pela MTV intitulada Push, Doja Cat cantou "Say So" e "Juicy" em abril de 2020. Para uma continuação da campanha Vevo Lift, uma apresentação ao vivo de "Say So" foi publicada no YouTube em maio de 2020. Doja Cat cantou "Say So" no The Voice, vestindo um traje rosa inspirado nos anos 70 e se apresentou em cima de uma bola de discoteca gigante. Ela cantou a canção na BBC Radio 1's Big Weekend 2020 alguns dias depois. Ela se apresentou mais uma vez no The Late Late Show with James Corden em junho de 2020.
No MTV Video Music Awards de 2020, Doja Cat apresentou um medley de "Say So" e "Like That". Ela também apresentou um medley com tema da Broadway de "Say So", "Juicy" e "Like That" no Billboard Music Awards de 2020. No MTV Europe Music Awards de 2020, Doja Cat apresentou uma versão hard rock de "Say So" enquanto fazia referência a Samara Morgan do filme de terror The Ring (2002). O guitarrista australiano Plini acusou Doja Cat de usar trechos de sua canção de 2016, "Handmade Cities" nesta apresentação sem sua permissão, no entanto, ela logo admitiu, emitindo um pedido de desculpas a ele na forma de notas de voz via mensagens privadas do Instagram.
Em dezembro de 2020, Doja Cat cantou "Say So" no 10º Streamy Awards. Doja Cat publicou seis vídeos no YouTube como uma série apelidada de Hot Pink Sessions, que inclui apresentações de "Talk Dirty", "Streets" e "Juicy". No Jingle Ball 2020 do iHeartRadio, Doja Cat cantou "Say So" e "Juicy", bem como um cover da canção "Santa Baby" no final de dezembro de 2020. Ela cantou "Say So", "Like That" e "Juicy" no show anual do Dick Clark's New Year's Rockin' Eve. No 63º Grammy Awards em março de 2021, Doja Cat cantou "Say So" pela última vez.

## Lista de faixas
Lista de faixas adaptadas do Apple Music e Tidal.
| N.º            | Título                                | Compositor(es) | Produtor(es)                                       | Duração |  |
| 1.             | "Cyber Sex"                           | Amala Dlamini David Sprecher Lydia Asrat Allan Grigg Gerard Powell II                                                    | Kool Kojak Tizhimself                              | 2:46    |  |
| 2.             | "Won't Bite" (com part. de Smino)     | Dlamini Sprecher Christopher Smith Jr. Kurtis McKenzie William Fadhili                                                   | McKenzie Yeti Beats                                | 3:15    |  |
| 3.             | "Rules"                               | Dlamini Sprecher Asrat Lukasz Gottwald Theron Thomas Ben Diehl Salaam Remi                                               | Tyson Trax Ben Billions Remi Danielle Alvarez [a]  | 3:07    |  |
| 4.             | "Bottom Bitch"                        | Dlamini Sprecher Travis Barker Mark Hoppus Tom DeLonge                                                                   | Doja Cat Yeti Beats                                | 3:18    |  |
| 5.             | "Say So"                              | Dlamini Sprecher Asrat Gottwald                                                                                          | Trax                                               | 3:58    |  |
| 6.             | "Like That" (com part. de Gucci Mane) | Dlamini Sprecher Asrat Gottwald Thomas Mike Crook Radric Davis                                                           | Trax Crook                                         | 2:43    |  |
| 7.             | "Talk Dirty"                          | Dlamini Sprecher Asrat McKenzie Lee Stashenko                                                                            | McKenzie F a l l e n                               | 4:01    |  |
| 8.             | "Addiction"                           | Dlamini Sprecher Ariowa Irosogie McKenzie Richard Isong                                                                  | Ari PenSmith P2J                                   | 3:28    |  |
| 9.             | "Streets"                             | Dlamini Sprecher Asrat Darius Logan Dominique Logan Christopher Jefferies Demarie Sheki Omari Grandberry Theron Feemster | Blaq Tuxedo                                        | 3:47    |  |
| 10.            | "Shine"                               | Dlamini Sprecher Gottwald Ricky Witherspoon Jr.                                                                          | Trax Madmax                                        | 2:40    |  |
| 11.            | "Better Than Me"                      | Dlamini Sprecher Asrat Antwoine Collins                                                                                  | Troy Nöka Johng Beats                              | 3:22    |  |
| 12.            | "Juicy" (com Tyga)                    | Dlamini Sprecher Asrat Gottwald Micheal Stevenson                                                                        | Trax Yeti Beats Christian Quinonez [a] Alvarez [a] | 3:23    |  |
| Duração total: | Duração total:                        | Duração total: | Duração total:                                     | 39:48   |  |

Notas
- ↑[a]  significa um produtor adicional

Samples
- "Bottom Bitch" contém sample de "What's My Age Again?" de Blink-182 do álbum Enema of the State.
- "Like That" contém sample de "Between the Sheets" de The Isley Brothers do álbum Between the Sheets.
- "Streets" contém sample de "Streets Is Callin'" de B2K da trilha sonora You Got Served.

## Desempenho comercial
Durante sua vigésima sétima semana na Billboard 200, o Hot Pink saltou de 19 para 9, com 37.000 unidades vendidas, registrando um aumento de 79% nas vendas em comparação com a semana anterior.

### Posições
| Tabela musical (2019–2020)                    | Melhor posição |
| --------------------------------------------- | -------------- |
| Austrália (ARIA Charts)                       | 19             |
| Bélgica (Ultratop de Valônia)                 | 174            |
| Bélgica (Ultratop de Flandres)                | 114            |
| Canadá (Billboard Canadian Albums)            | 12             |
| Dinamarca (Hitlisten)                         | 13             |
| Estados Unidos (Billboard 200)                | 9              |
| Estados Unidos (Billboard R&B/Hip-Hop Albums) | 8              |
| Estónia (Eesti Ekspress)                      | 3              |
| Finlândia (IFPI)                              | 11             |
| França (SNEP)                                 | 51             |
| Irlanda (IRMA)                                | 31             |
| Itália (FIMI)                                 | 72             |
| Lituânia (AGATA)                              | 3              |
| Noruega (VG-lista)                            | 8              |
| Nova Zelândia (Recorded Music NZ)             | 20             |
| Países Baixos (MegaCharts)                    | 12             |
| Reino Unido (UK Albums Chart)                 | 38             |
| Suécia (Sverigetopplistan)                    | 20             |

## Certificações
| Região | Certificação | Vendas  |
| --- | ------------ | ------- |
| Brasil (PMB) | Platina      | 40,000‡ |
| Nova Zelândia (RMNZ) | Ouro         | 7,500‡  |
| *vendas baseadas apenas na certificação ^distribuições baseadas apenas na certificação ‡vendas+valores de streaming baseados apenas na certificação |              |         |